# Фелер
Фелер (англ. Falher) — містечко в Канаді, у провінції Альберта, у складі муніципального району Смоукі-Рівер 130.

## Населення
За даними перепису 2016 року, містечко нараховувало 1047 осіб, показавши скорочення на 2,6 %, порівняно з 2011-м роком. Середня густина населення становила 376,4 осіб/км².
З офіційних мов обидвома одночасно володіли 525 жителів, тільки англійською — 490, тільки французькою — 20. Усього 105 осіб вважали рідною мовою не одну з офіційних, з них 10 — одну з корінних мов, а 10 — українську.
Працездатне населення становило 510 осіб (65 % усього населення), рівень безробіття — 10,8 % (10 % серед чоловіків та 11,9 % серед жінок). 86,3 % осіб були найманими працівниками, а 11,8 % — самозайнятими.
Середній дохід на особу становив $50 701 (медіана $34 688), при цьому для чоловіків — $52 598, а для жінок $48 454 (медіани — $45 696 та $25 952 відповідно).
29,3 % мешканців мали закінчену шкільну освіту, не мали закінченої шкільної освіти — 35 %, 35 % мали післяшкільну освіту, з яких 29,1 % мали диплом бакалавра, або вищий, 10 осіб мали вчений ступінь.
| Статево-вікова структура населення | Статево-вікова структура населення | Статево-вікова структура населення | Статево-вікова структура населення | Статево-вікова структура населення |
| ---------------------------------- | ---------------------------------- | ---------------------------------- | ---------------------------------- | ---------------------------------- |
|                                    |                                    |                                    |                                    |                                    |
| Всього                             | Всього                             | 51,0%49,0%                         |                                    |                                    |
| 0 — 14 років                       | 0 — 14 років                       |                                    | 15,3%                              | 15,3%                              |
| 15 — 64 років                      | 15 — 64 років                      |                                    | 56,5%                              | 56,5%                              |
| 65 і більше                        | 65 і більше                        |                                    | 28,2%                              | 28,2%                              |
| 85 і більше                        | 85 і більше                        |                                    | 3,8%                               | 3,8%                               |
| Середній вік (років)               | Середній вік (років)               | 43,646,5                           | 45,0                               | 45,0                               |
| Медіана (років)                    | Медіана (років)                    | 43,146,4                           | 44,4                               | 44,4                               |
| — чоловіки — жінки                 |                                    |                                    |                                    |                                    |

| Походження мешканців:     | Походження мешканців:     | Походження мешканців: | Походження мешканців: | Походження мешканців: |
| ------------------------- | ------------------------- | --------------------- | --------------------- | --------------------- |
| Походження                |                           |                       | осіб                  | %                     |
| Корінні американці        | Корінні американці        |                       | 120                   | 11.46%                |
| Інше північноамериканське | Інше північноамериканське |                       | 405                   | 38.68%                |
| Європейське               | Європейське               |                       | 580                   | 55.4%                 |
| британське                | британське                |                       | 180                   | 17.19%                |
| французьке                | французьке                |                       | 415                   | 39.64%                |
| українське                | українське                |                       | 60                    | 5.73%                 |
| Латинськоамериканське     | Латинськоамериканське     |                       | 25                    | 2.39%                 |
| Азійське                  | Азійське                  |                       | 140                   | 13.37%                |

| Зайнятість населення за галузями (за класифікацією NOC): | Зайнятість населення за галузями (за класифікацією NOC): | Зайнятість населення за галузями (за класифікацією NOC): | Зайнятість населення за галузями (за класифікацією NOC): | Зайнятість населення за галузями (за класифікацією NOC): |
| -------------------------------------------------------- | -------------------------------------------------------- | -------------------------------------------------------- | -------------------------------------------------------- | -------------------------------------------------------- |
|                                                          |                                                          |                                                          |                                                          |                                                          |
| Управління                                               | Управління                                               |                                                          | 11%                                                      | 11%                                                      |
| Бізнес, фінанси та адміністрування                       | Бізнес, фінанси та адміністрування                       |                                                          | 7%                                                       | 7%                                                       |
| Природничі та прикладні науки                            | Природничі та прикладні науки                            |                                                          | 5%                                                       | 5%                                                       |
| Охорона здоров'я                                         | Охорона здоров'я                                         |                                                          | 5%                                                       | 5%                                                       |
| Освіта, правозахист, муніципальні та урядові служби      | Освіта, правозахист, муніципальні та урядові служби      |                                                          | 7%                                                       | 7%                                                       |
| Роздрібна торгівля та послуги                            | Роздрібна торгівля та послуги                            |                                                          | 28%                                                      | 28%                                                      |
| Гуртова торгівля, транспорт та обладнання                | Гуртова торгівля, транспорт та обладнання                |                                                          | 15%                                                      | 15%                                                      |
| Природні ресурси, сільське господарство                  | Природні ресурси, сільське господарство                  |                                                          | 19%                                                      | 19%                                                      |
| Виробництво                                              | Виробництво                                              |                                                          | 2%                                                       | 2%                                                       |

## Клімат
Середня річна температура становить 1,2°C, середня максимальна – 21°C, а середня мінімальна – -24,2°C. Середня річна кількість опадів – 451 мм.
| Клімат поселення                              | Клімат поселення | Клімат поселення | Клімат поселення | Клімат поселення | Клімат поселення | Клімат поселення | Клімат поселення | Клімат поселення | Клімат поселення | Клімат поселення | Клімат поселення | Клімат поселення | Клімат поселення |
| Показник                                      | Січ.             | Лют.             | Бер.             | Квіт.            | Трав.            | Черв.            | Лип.             | Серп.            | Вер.             | Жовт.            | Лист.            | Груд.            |                  |
| Середній максимум, °C                         | −11,04           | −6,5             | −0,02            | 10,18            | 16,90            | 20,96            | 20,91            | 19,91            | 14,86            | 8,86             | −2,14            | −9,6             |                  |
| Середня температура, °C                       | −17,63           | −13,08           | −6,6             | 3,60             | 10,30            | 14,40            | 16,08            | 15,08            | 10,01            | 4,00             | −6,98            | −14,44           |                  |
| Середній мінімум, °C                          | −24,22           | −19,66           | −13,2            | −2,99            | 3,71             | 7,78             | 11,23            | 10,23            | 5,19             | −0,82            | −11,81           | −19,28           |                  |
| Норма опадів, мм                              | 28               | 21               | 15               | 19               | 37               | 71               | 70               | 61               | 43               | 30               | 33               | 23               |                  |
| Середньомісячна швидкість вітру, м/с          | 3.60             | 3.60             | 3.60             | 3.70             | 3.70             | 3.50             | 3.10             | 3.09             | 3.40             | 3.81             | 3.50             | 3.70             |                  |
| Середньомісячна сонячна радіація, кДж/м²·день | 2528             | 5860             | 11352            | 16854            | 20190            | 21798            | 21504            | 17582            | 11536            | 6296             | 2917             | 1758             |                  |
| --------------------------------------------- | ---------------- | ---------------- | ---------------- | ---------------- | ---------------- | ---------------- | ---------------- | ---------------- | ---------------- | ---------------- | ---------------- | ---------------- | ---------------- |
| Джерело:                                      |                  |                  |                  |                  |                  |                  |                  |                  |                  |                  |                  |                  |                  |

## Галерея

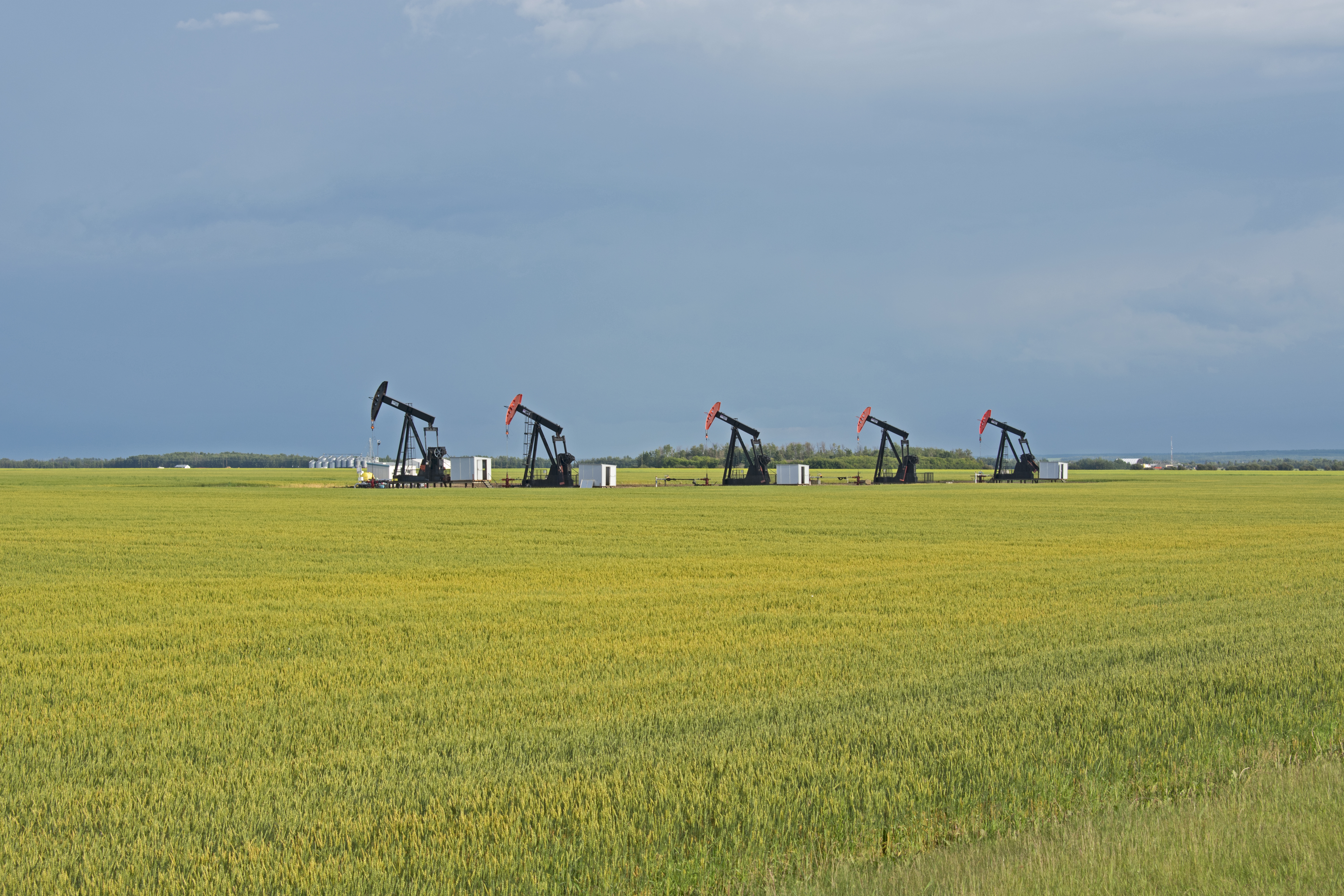
Верстати-качалки біля автошляху 2 Альберти
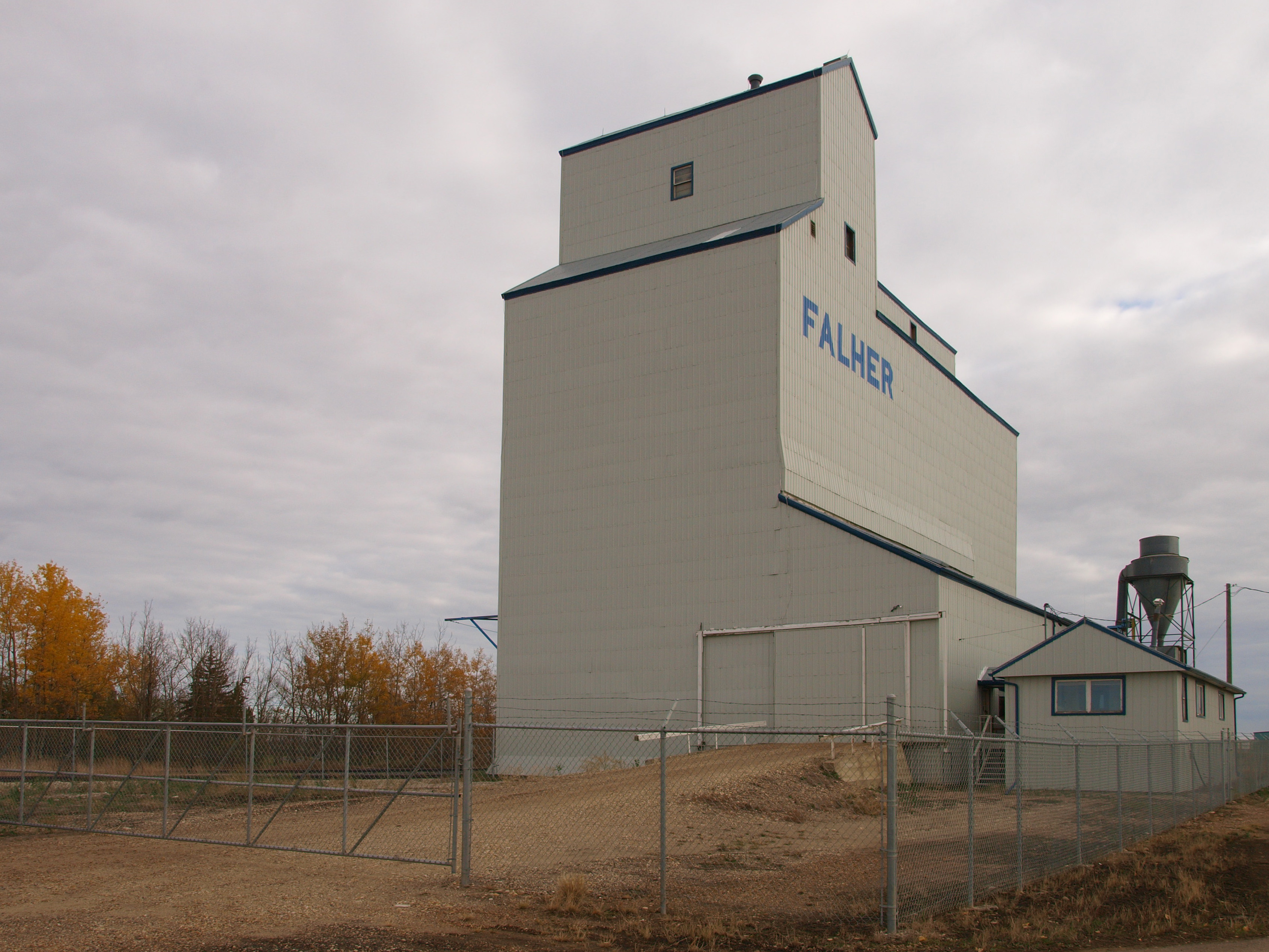
Елеватор
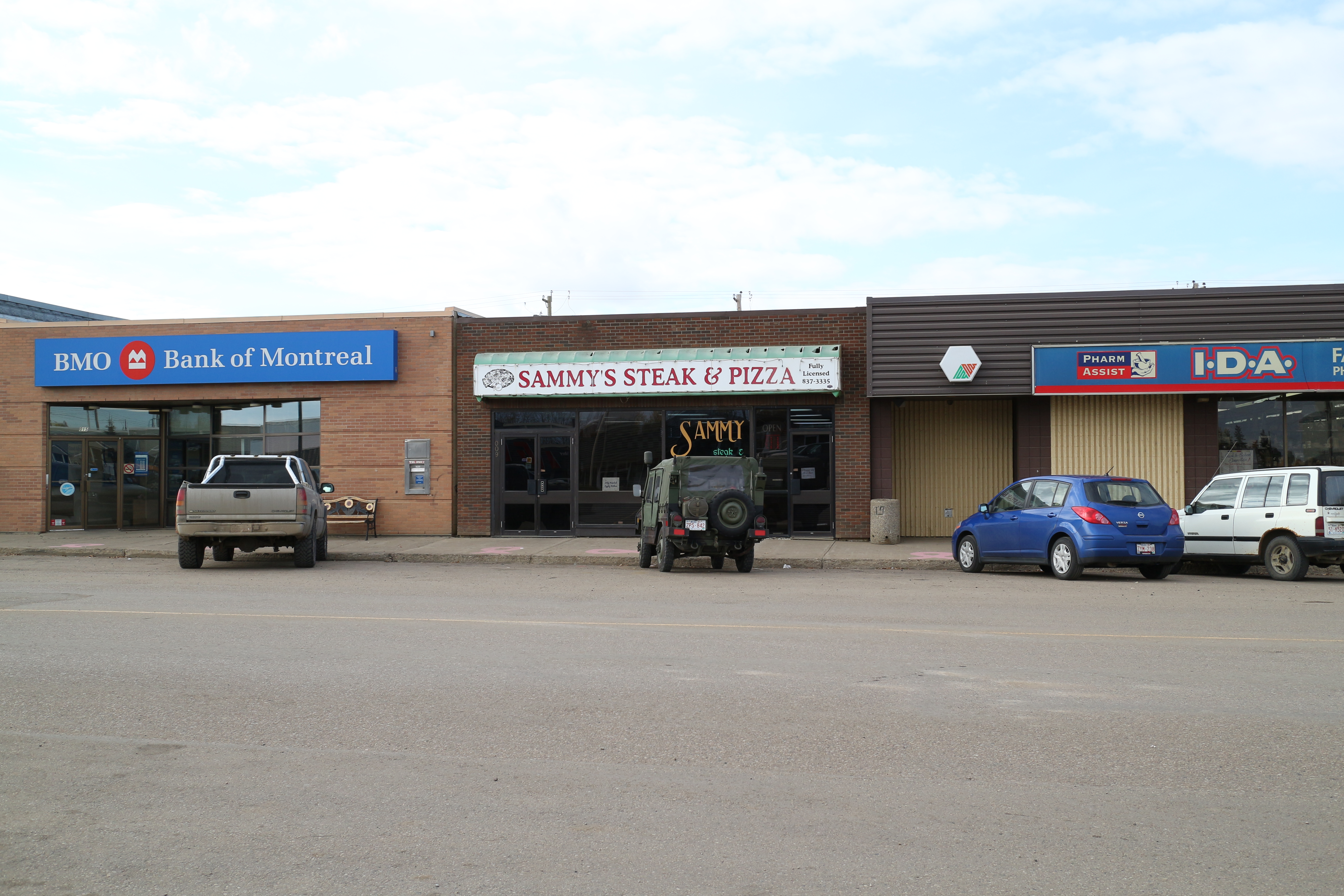
Sammy’s Steak & Pizza